# Refugi antiaeri de l'Aranyó
El Refugi antiaeri de l'Aranyó és una obra d'Hostafrancs, al municipi dels Plans de Sió (Segarra), inclosa a l'Inventari del Patrimoni Arquitectònic de Catalunya.

## Descripció
Es tracta de les restes d'un refugi antiaeri construït durant la guerra civil, que formava part d'un camp d'aviació fals que servia d'esquer als atacants. Únicament es conserven dos accessos que es comuniquen entre ells per sota terra. S'hi accedeix mitjançant unes escales, que condueixen a la part inferior del refugi, excavat a la roca i cobert amb volta de canó construïda amb tova. Al davant d'aquests refugis s'hi pot observar les restes de les estances utilitzades per l'exèrcit.